# Larry Rhoden
Larry Rhoden (Sturgis, 5 febbraio 1959) è un politico e imprenditore statunitense, governatore del Dakota del Sud dal 2025 ed in precedenza vicegovernatore dello stesso stato dal 2019 al 2025. In precedenza, Rhoden ha ricoperto la carica di senatore statale dal 2009 al 2015 e di rappresentante statale dal 2001 al 2009 e di nuovo dal 2017 al 2019. Rhoden è membro del Partito Repubblicano.

## Biografia
Larry Rhoden è nato nel 1959 nel paesino agricolo di Sturgis, in Dakota del Sud, nella fattoria della sua famiglia. Successivamente Rhoden frequenta la Sunshine Bible Academy e nel 1977 vi si diploma. Dal 1978 al 1985, Rhoden presta servizio nella Guardia Nazionale del Dakota del Sud, come da tradizione della propria famiglia.
Dopo la nascita dei propri figli, Rhoden si iscrive alla chiesa locale come fiduciario e guadagna un posto come consigliere nel consiglio scolastico di appartenenza.

## Carriera politica

### Camera dei Rappresentanti del Dakota del Sud e Senato del Dakota del Sud (2001-2019)
Rhoden si candida, viene eletto e presta servizio nella Camera dei Rappresentanti del Dakota del Sud dal 2001 al 2009, trascorrendo quattro anni come leader della maggioranza. Dopo essere stato limitato nel mandato, Rhoden viene stato eletto al Senato dello stato. Nel 2010, Rhoden si è candidato per il ruolo di leader della maggioranza del Senato del Dakota del Sud, ma ha perso contro Russell Olson. Rhoden ha prestato servizio nel comitato per l'agricoltura e le risorse naturali e nel comitato per gli affari di stato. Ha sostenuto progetti di legge per armare i volontari nelle scuole e ha sponsorizzato una conclusione legislativa affermando che i " Padri Fondatori hanno liberamente e volontariamente rinunciato a ogni autorità legislativa ed esecutiva per regolamentare la proprietà e l'uso delle armi... ai singoli cittadini".

### Vicegovernatore del Dakota del Sud (2019-2025)
Nelle elezioni governatoriali del 2018, Rhoden viene scelto dalla vincitrice delle primarie del Partito Repubblicano per la carica di Governatore del Dakota del Sud Kristi Noem (per sostituire il governatore in carica limitato dal mandato Dennis Daugaard) come candidato in ticket con lei per la carica di Vicegovernatore. In precedenza, Noem aveva rilasciato una dichiarazione secondo cui se avesse vinto lei le elezioni e fosse diventata governatrice, avrebbe ridotto l'influenza e il potere del Vicegovernatore per accentrarle in favore del Governatore, diversamente da quanto impostato dal governatore Daugaard fino a quel momento, che infatti aveva devoluto diverse competenze al vice Matt Michels.
Nelle elezioni, il ticket Noem-Rhoden prevale con il 50,9% dei voti sul ticket del Partito Democratico, capitanato dal senatore statatle Billie Sutton, fermo al 47% delle preferenze. La vittoria del ticket Noem-Rhoden, considerando che il Dakota del Sud è uno stato fortemente tendente al Partito Repubblicano, è significativamente ridotta rispetto alle prestazioni dei predecessori, vincendo solamente di 3 punti sull'avversario.
Rhoden assume le funzioni di vicegovernatore del Dakota del Sud il 5 gennaio 2019, insieme alla governatrice Kristi Noem.
Rhoden e Noem vengono rieletti con il 61,9% dei voti nelle elezioni governatoriali del 2022, sconfiggendo sonoramente l'avversario del Partito Democratico Jamie Smith in coppia con la rappresentante statale Jennifer Healy Keintz, entrambi fermi al 35% dei voti.

### Governatore del Dakota del Sud (2025-)
A novembre 2024, il Presidente degli Stati Uniti d'America eletto Donald Trump, vincitore delle elezioni presidenziali del 2024, sceglie la governatrice del Dakota del Sud Kristi Noem come Segretaria della Sicurezza Interna degli Stati Uniti d'America nella sua nuova amministrazione.
Dopo essersi sottoposta ad audizioni al Senato degli Stati Uniti d'America, Noem viene confermata, assumendo le funzioni di Segretaria della Sicurezza Interna il 25 gennaio 2025, dimettendosi contestualmente dalla carica di governatrice del Dakota del Sud.
Di conseguenza, il vicegovernatore Rhoden giura e assume le funzioni di governatore del Dakota del Sud il 25 gennaio 2025.

## Vita privata
Rhoden vive a Union Center, Dakota del Sud. Lui e sua moglie, Sandy, hanno quattro figli e sette nipoti. Rhoden è un allevatore di professione e gestisce e possiede un'attività di allevamento di mucche e vitelli e un'attività di saldatura personalizzata.